# 高円寺シアターバッカス
高円寺シアターバッカス (こうえんじシアターバッカス) は、東京都杉並区高円寺にあるミニシアター。

## 概要
2017年2月14日に「高円寺アンノウンシアター」として開館。2019年、「高円寺シアターバッカス」と名称変更しリニューアルオープン。
現役のクリエイター、プロデューサー、技術者等が中心となって結成された制作者集団「クリエイターズ・ラボ・バッカス」が母体となって運営されている。